# 石打站
石打站（日语：／ Ishiuchi eki */?）是位於新潟縣南魚沼市上野1號，東日本旅客鐵道（JR東日本）的上越線車站。北越急行北北線會從六日町站直通至越後湯澤站，但是此站沒有北北線停靠。

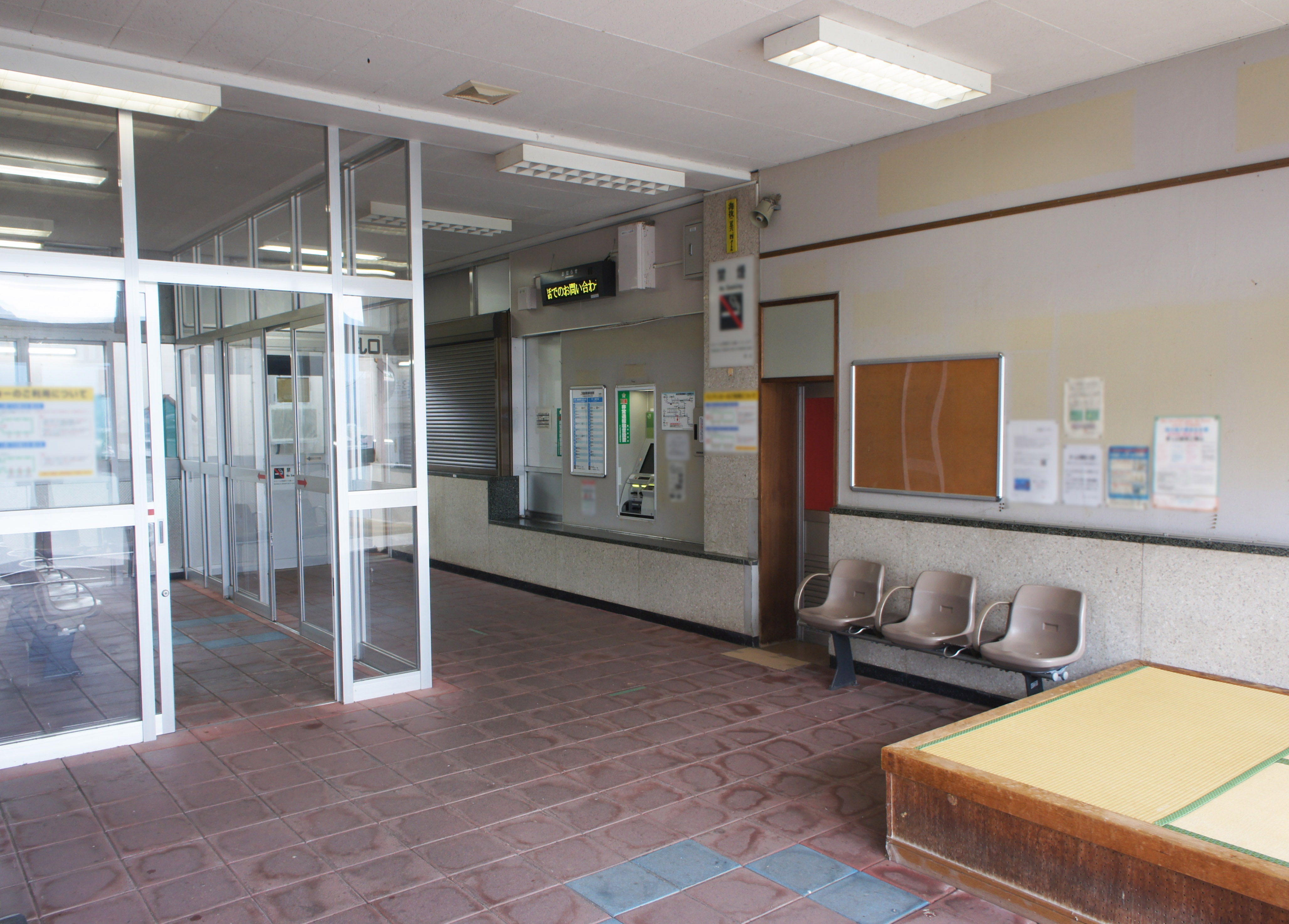
候車室（2021年9月）

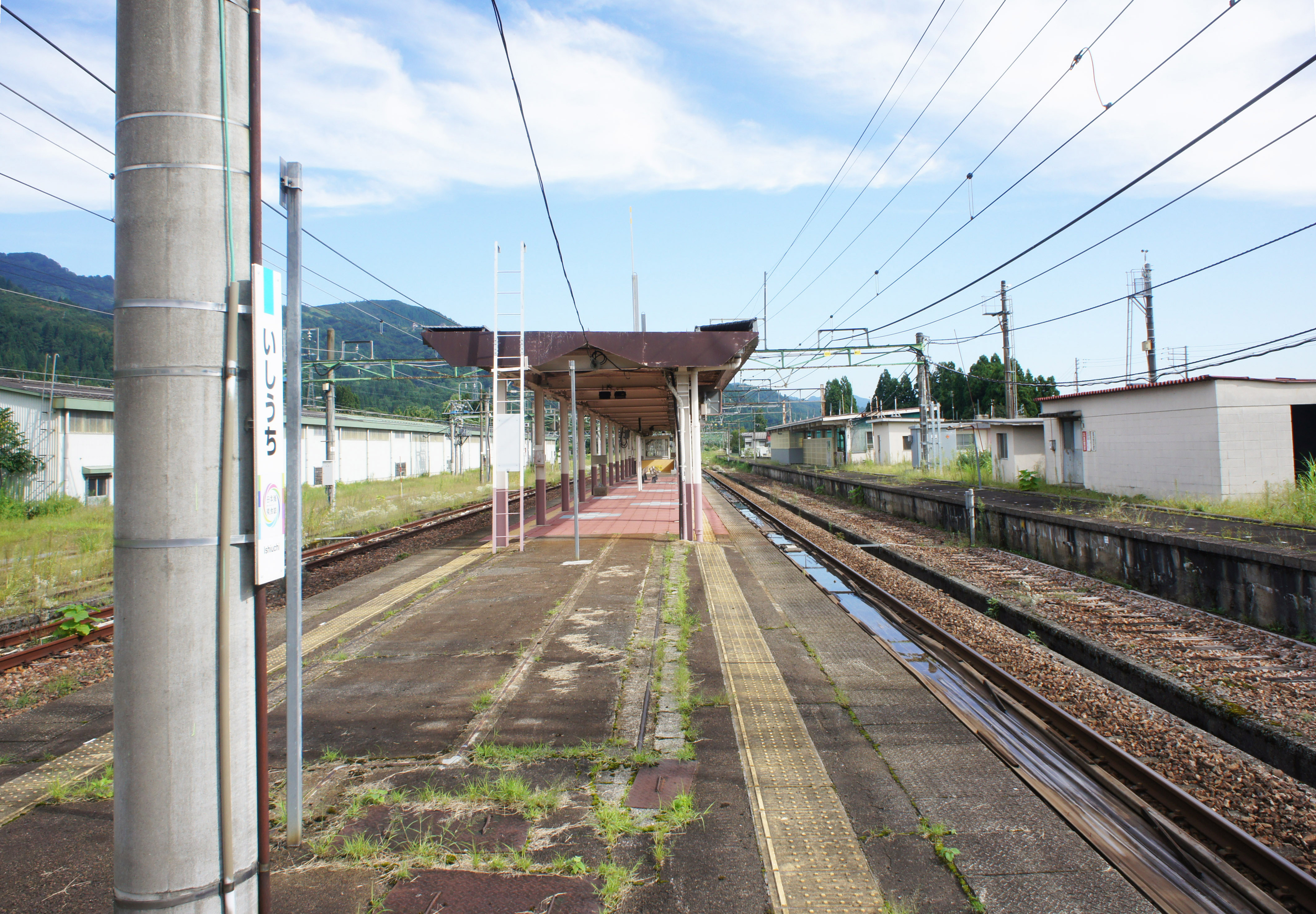
月台（2021年9月）

## 概要

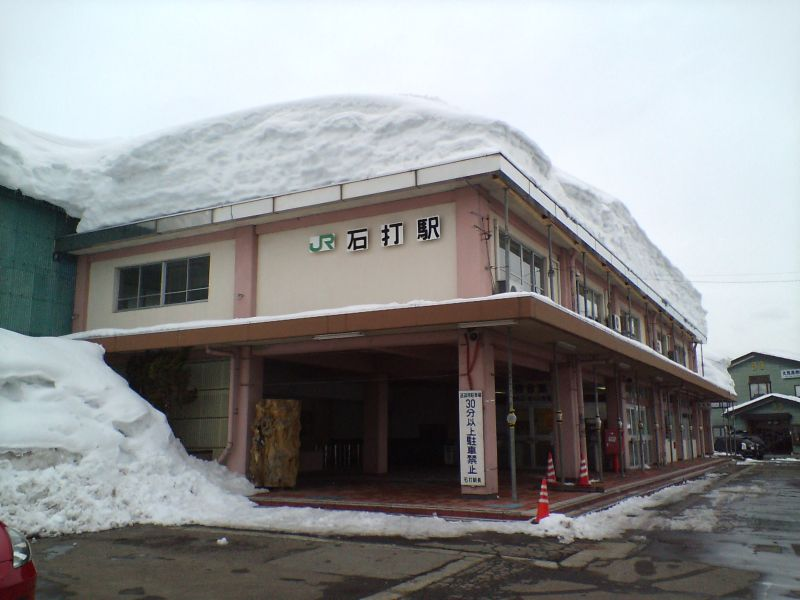
冬天的站房（2006年1月）

此站位於南魚沼市南部的石打地區。曾經在許多滑雪客時（繁忙時期），優等列車會停靠此站。清水隧道石打至水上在路線上首先電氣化。由於此站往長岡方向為非電氣化區間，因此設有石打機關區。而水上站也有機關區。此站曾經設有蒸氣機車專用的轉車盤。在上越線全線電氣化後，由於石打至水上之間會經過連續斜坡路段，因此站內設有EF16形等輔助機車停泊。另外，為了運送滑雪客的特急「朱鷺」會臨時停站，臨時特急「新雪」列車會以此為終點站。使此站成為旅客車站的據點之一，曾經設有車站便當販賣。
但是自從EF64形1000番台投入服務，該區間不再需要輔助機車，石打機關區不再常備機車，隨後側線長期处于荒廢狀態（在上越新幹線啟用後只剩下181系電動列車停泊），并持续至北越急行啟用後。在北越急行啟用後，此站的側線設有普通列車車輛夜間停泊。在2015年3月14日時間表修正前，特急「白鷹號」的車輛會在此站夜間停泊。
在旅客列車中，當上越新幹線上野站啟用後，在來線大部分優等列車廢止。滑雪客均轉移至越後湯澤站，以及使用私家車前往該處。作為據點站的功能消失。「谷川」（當時）曾經臨時延長至此站，而關東地區的B特急費用適用區間最遠可到達此站。
在2016年前，以此站作為起點或終點的優等列車中，只在在冬季運行的臨時快速「滑雪萬歲上越」（1往返班次）。

## 歷史
- 1925年（大正14年）11月1日：上越北線 鹽澤至越後湯澤站之間開通，此站啟用。為一般車站。
- 1968年（昭和43年）9月：翻新車站大樓。
- 1970年（昭和45年）1月15日：結束貨物起卸業務，成為旅客車站。
- 1984年（昭和59年）2月1日：結束行李起卸業務。
- 1987年（昭和62年）4月1日：伴隨國鐵分割民營化，車站由東日本旅客鐵道（JR東日本）營運。
- 2009年（平成21年）
  - 3月14日：上越線引入CTC，不再需要車站要員，早上和晚間成為無人車站。
- 2019年（平成31年）3月31日：當日起綠色窗口結業[1]。

## 車站構造

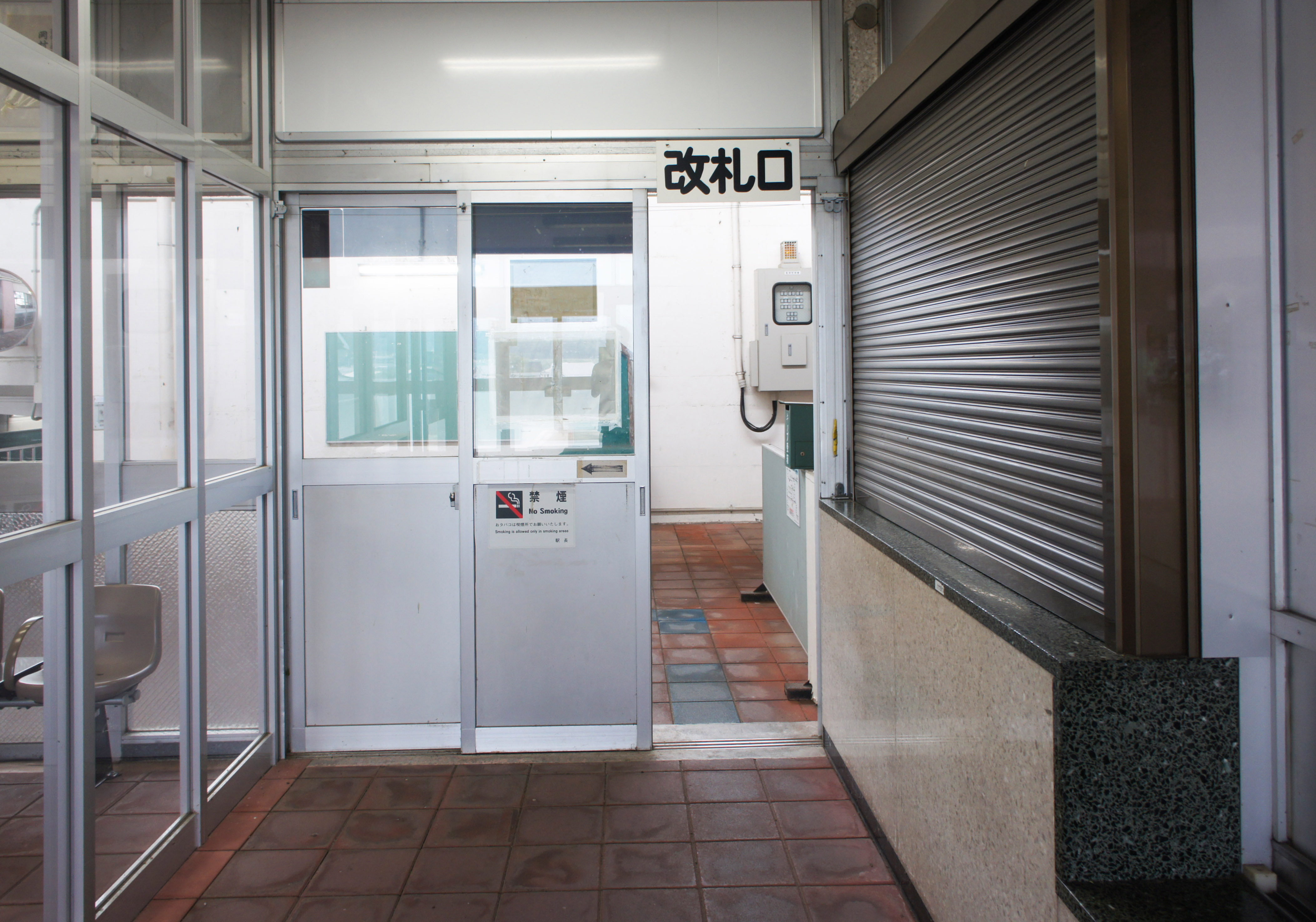
檢票口（2021年9月）

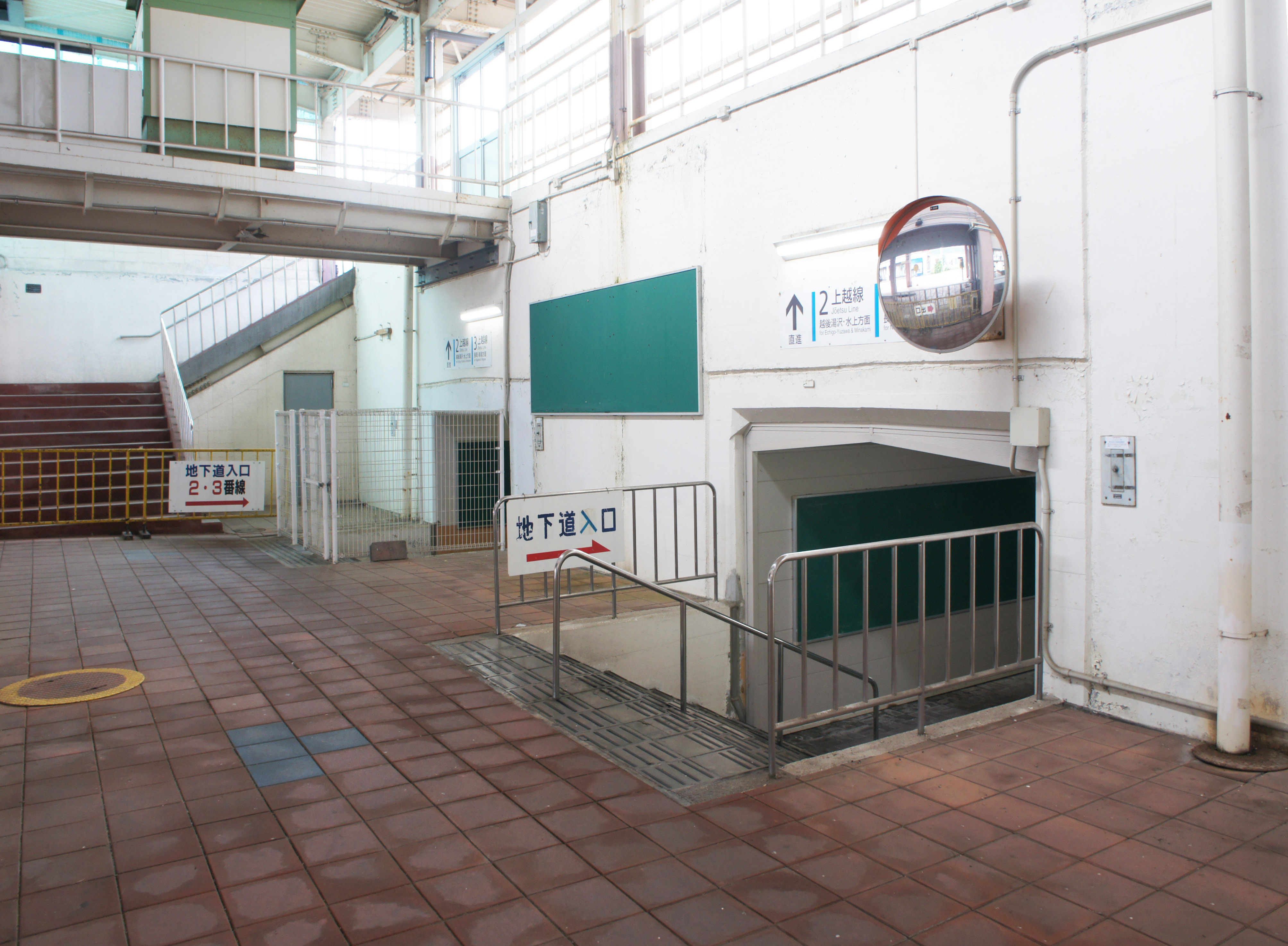
月台入口（2021年9月）

此站是地面車站，設有1面2線的島式月台。車站建設斜坡上。車站大樓位於東站西邊的1面1線單式月台（1號月台），該月台用作滑雪列車出發或到達之用，在2000年後，1號月台的路軌與架空電纜被撒走，因此現時沒有1號月台。
在1968年（昭和43年）建成的車站大樓是一座2層高的鋼筋混凝土建築物。1樓部分位置設有車站功能。車站大樓2樓與月台相同高度。不再使用的1號月台與2、3號月台之間設有地下通過通過，也設有車站職員專用通道。
從長岡出發的尾班列車會在此站作為終點站，並在此站夜間停泊。

### 月台
| 月台 | 路線    | 上下行 | 方向               |
| ---- | ------- | ------ | ------------------ |
| 2    | ■上越線 | 上行   | 越後湯澤、水上方向 |
| 3    | ■上越線 | 下行   | 長岡、新潟方向     |

參考
※此站沒有1號月台

## 使用狀況
根據「JR東日本」資料，在2019年度（令和元年度）1日平均乘車人次為107人。
以下為近年乘車人次變化：
| 乘車人次變化       | 乘車人次變化     | 乘車人次變化    |
| 年度               | 1日平均 乘車人次 | 參考資料        |
| ------------------ | ---------------- | --------------- |
| 2000年（平成12年） | 191              | [ 利用客数 2 ]  |
| 2001年（平成13年） | 202              | [ 利用客数 3 ]  |
| 2002年（平成14年） | 193              | [ 利用客数 4 ]  |
| 2003年（平成15年） | 181              | [ 利用客数 5 ]  |
| 2004年（平成16年） | 150              | [ 利用客数 6 ]  |
| 2005年（平成17年） | 149              | [ 利用客数 7 ]  |
| 2006年（平成18年） | 149              | [ 利用客数 8 ]  |
| 2007年（平成19年） | 160              | [ 利用客数 9 ]  |
| 2008年（平成20年） | 154              | [ 利用客数 10 ] |
| 2009年（平成21年） | 165              | [ 利用客数 11 ] |
| 2010年（平成22年） | 157              | [ 利用客数 12 ] |
| 2011年（平成23年） | 148              | [ 利用客数 13 ] |
| 2012年（平成24年） | 144              | [ 利用客数 14 ] |
| 2013年（平成25年） | 144              | [ 利用客数 15 ] |
| 2014年（平成26年） | 129              | [ 利用客数 16 ] |
| 2015年（平成27年） | 135              | [ 利用客数 17 ] |
| 2016年（平成28年） | 135              | [ 利用客数 18 ] |
| 2017年（平成29年） | 122              | [ 利用客数 19 ] |
| 2018年（平成30年） | 121              | [ 利用客数 20 ] |
| 2019年（令和元年） | 107              | [ 利用客数 1 ]  |

## 車站周邊
站前設有為上越線盡力建設的岡村貢銅像。石打市區位於較低的位置。車站周邊有許多滑雪場。在上越新幹線開業前後，有許多滑雪客前往此站，現時那些乘客均轉往越後湯澤站。
- 石打花岡滑雪場 （页面存档备份，存于）（日語） - 車站西邊步行10分鐘。
- 石打丸山滑雪場（日语：石打丸山スキー場）
- JA鹽澤石打分所
- 鹽澤信用組合 石打分店
- 丸山溫泉 （页面存档备份，存于）（日語） - 車站西南方步行10分鐘
- 上野礦泉 （页面存档备份，存于）（日語） - 車站西方步行30分鐘

## 巴士路線

包含此站在內的南越後觀光巴士路線圖

越後交通集團下的南越後觀光巴士和南魚沼市社區巴士「市民巴士」設有巴士路線停靠附近巴士站。
- MY 湯澤＝鹽澤＝六日町線[3]
最近的巴士站是在國道17號上的「石打站角」（MY11）。
- YS ＜急行＞ 湯澤＝清津峽＝津南＝森宮野原站線[3]
最近的巴士站是在國道353號（日语：国道353号）上的「石打郵局前」（YS06）。
- ＜市民巴士＞ ■ 石打、竹俁路線
最近的巴士站是在站前道路上的「大丸屋隣」巴士站[4]。

## 相鄰車站
東日本旅客鐵道（JR東日本）
■上越線
越後湯澤－石打－大澤
北越急行
■北北線（越後湯澤站到發列車自六日町站起直通信越本線）
通過

## 注腳

### 使用狀況
1. 1 2  . 東日本旅客鐵道.   [2020-07-12]. （原始内容存档于2020-07-10） （日语）.
2. ↑  . 東日本旅客鐵道.   [2019-04-12]. （原始内容存档于2018-02-13） （日语）.
3. ↑  . 東日本旅客鐵道.   [2019-04-12]. （原始内容存档于2019-04-02） （日语）.
4. ↑  . 東日本旅客鐵道.   [2019-04-12]. （原始内容存档于2019-04-02） （日语）.
5. ↑  . 東日本旅客鐵道.   [2019-04-12]. （原始内容存档于2019-04-02） （日语）.
6. ↑  . 東日本旅客鐵道.   [2019-04-12]. （原始内容存档于2019-04-02） （日语）.
7. ↑  . 東日本旅客鐵道.   [2019-04-12]. （原始内容存档于2017-08-08） （日语）.
8. ↑  . 東日本旅客鐵道.   [2019-04-12]. （原始内容存档于2019-03-27） （日语）.
9. ↑  . 東日本旅客鐵道.   [2019-04-12]. （原始内容存档于2017-08-08） （日语）.
10. ↑  . 東日本旅客鐵道.   [2019-04-12]. （原始内容存档于2019-04-02） （日语）.
11. ↑  . 東日本旅客鐵道.   [2019-04-12]. （原始内容存档于2019-04-02） （日语）.
12. ↑  . 東日本旅客鐵道.   [2019-04-12]. （原始内容存档于2016-03-27） （日语）.
13. ↑  . 東日本旅客鐵道.   [2019-04-12]. （原始内容存档于2019-04-02） （日语）.
14. ↑  . 東日本旅客鐵道.   [2019-04-12]. （原始内容存档于2019-04-02） （日语）.
15. ↑  . 東日本旅客鐵道.   [2019-04-12]. （原始内容存档于2016-03-04） （日语）.
16. ↑  . 東日本旅客鐵道.   [2019-04-12]. （原始内容存档于2019-03-06） （日语）.
17. ↑  . 東日本旅客鐵道.   [2019-04-12]. （原始内容存档于2019-03-23） （日语）.
18. ↑  . 東日本旅客鐵道.   [2019-04-12]. （原始内容存档于2019-02-14） （日语）.
19. ↑  . 東日本旅客鐵道.   [2019-04-12]. （原始内容存档于2019-03-25） （日语）.
20. ↑  . 東日本旅客鐵道.   [2019-07-16]. （原始内容存档于2019-07-05） （日语）.

## 外部連結
- 車站資訊（石打）：東日本旅客鐵道（日語）
- 石打丸山城鎮地圖 （页面存档备份，存于）（日語） - 石打丸山觀光協會此站至滑雪場周邊地圖